# Władcy Hunów
Władcy Hunów – wykaz władców Hunów.
- Balamber (ok. 375)

⁂
- Uldin – ok. 390 – ok. 411

⁂
- Charaton – ok. 411
- Oktar – ?–430 wraz z Ruą[1][2][3]
- Rua – ?–437
- Bleda – ok. 437 – ok. 444
- Attyla – ok. 437–453
- Ellak – 453 – ok. 455
- Tuldila – ok. 457
- Dengizek – ?–469
- Ernak – ?–469
- Tingiz – koniec V wieku
- Belkermak – koniec V wieku
- Djurash – koniec V wieku
- Tatra – początek VI wieku
- Grod – do 528
- Mugel – 528 – po 530

Rozłam Hunów na Utigurów (Huno-Bułgarów) i Kutrigurów (patrz Władcy Bułgarii)
Chanowie Utigurów
- Sandilch – połowa VI wieku
- Houdbaad
- Organa
- Kubrat
- Kuber